# Phorocerosoma albifacies
Phorocerosoma albifacies là một loài ruồi trong họ Tachinidae.